# Alexandra Adler
Alexandra Adler (24 de septiembre de 1901, Viena - 4 de enero de 2001, Nueva York (EE. UU.) fue una neuróloga austriaca que realizó importantes aportaciones al estudio del estrés postraumático. Hija del psicoanalista Alfred Adler, contribuyó a sistematizar sus aportaciones. 

## Trayectoria
Se la ha descrito como una de las "principales sistematizadoras e intérpretes" de la psicología Adleriana. En 1937, Alexandra Adler y Tracy Jackson Putnam llevaron a cabo un estudio en el cerebro de una víctima de esclerosis múltiple. Las ilustraciones de dicho estudio se utilizan habitualmente en la literatura médica. Los detallados estudios de Adler sobre 500 supervivientes del incendio de Cocoanut Grove son reconocidos como unas de las primeras investigaciones sobre el desorden de estrés postraumático. Adler descubrió que muchos de los supervivientes adolecieron de duelo no resuelto, cambios particulares en personalidad como culpa y vitalidad disminuida, y un aumento en trastornos del sueño y ansiedad. Su hermana fue la activista socialista Valentine Adler. Fue una autoridad en síndromes psicosomáticos y en psicofarmacología, además de editora de la revista International Journal of Individual Psychology.

## Carrera
Alexandra Adler completó sus estudios de medicina en la Universidad de Viena en 1926, y después se especializó en psiquiatría en el Hospital neuropsiquiátrico de la Universidad de Viena. Emigró a Estados Unidos en 1935, donde trabajó como profesora de neurología en Harvard Medical School. En 1946 se integró en el departamento de psiquiatría de New York University College of Medicine, donde se convirtió en profesora en 1969. En el momento de su muerte era profesora clínica emérita del departamento de psiquiatría de dicha Universidad. Fue presidenta honoraria de la Asociación Internacional de Psicología Individual.

## Obras
- Adler, A. (1938). Guiding human misfits; A practical application of individual psychology. New York: Macmillan.
- Adler, A. (1943). Neuropsychiatric complications in victims of Boston's Coconut Grove disaster. Journal of the American Medical Association, 123, 1098-1101.